# St. Johann Evangelist (Prummern)

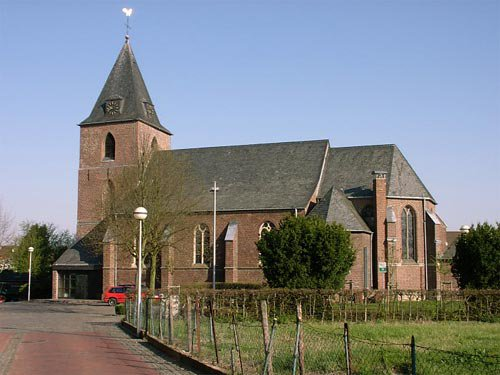
St. Johann Evangelist

Die katholische Kirche St. Johann Evangelist hat ihren Standort im Ortsteil Prummern der Stadt Geilenkirchen in Nordrhein-Westfalen.

## Lage
Die dreischiffige Kirche ist der Mittelpunkt des Ortes. Auf den heutigen Freiflächen an der Kirche befand sich bis in die 1950er Jahre der alte Friedhof. Von der Kirche ausgehend, führen in alle vier Himmelsrichtungen Straßen.

## Geschichte
Die erste Kirche, eine Saalkirche wurde im Jahr 1130 errichtet und 1137 durch einen Bischof geweiht. Jedoch wurde im Jahr 1470 an dieser Stelle eine spätgotische Backsteinkirche als zweischiffiger Hallenbau mit Westturm errichtet. 1922 wurde ein Anbau am südlichen Seitenschiff fertiggestellt. Im November 1944 wurde der Kirchturm von St. Johann Evangelist gesprengt, aber nach dem Krieg wieder aufgebaut. Auch sonst erfuhr die Kirche im Zweiten Weltkrieg schwerste Beschädigungen. 1985 wurde sie von innen renoviert. Die Kirche steht unter Denkmalschutz.

## Architektur
Die Kirche ist ein spätgotischer Backsteinbau, der 1922 nach den Plänen des Kölner Architekten Heinrich Forthmann von zwei auf drei Schiffe erweitert wurde. Die Wiederherstellung der spätgotischen Kirche nach starken Kriegsschäden wurde 1962 unter der Leitung des Architekten Heinrich Egger aus Erkelenz durchgeführt. 1985 wurde der Chorraum umgestaltet. Architekt war Heinz Döhmen aus Mönchengladbach. An der Westseite der Kirche ist ein dreigeschossiger Turm angebaut. Die Sakristei befindet sich an der Ostseite der Kirche hinter dem dreiseitig geschlossenen Chor.

## Ausstattung
- Die Orgel mit 12 Registern und elektrischer Traktur aus dem Jahre 1964 wurde von der Fa. Karl Kamp aus Aachen gebaut.
- Im Kirchturm befinden sich fünf Glocken aus den Jahren 1476, 1575 und 1959.[2] Eine sechste Glocke aus 1352 dient als Weihwasserbecken im Eingangsbereich.[3]
- Am Kirchturm ist eine Turmuhr eingebaut, die in alle Himmelsrichtungen die Zeit anzeigt und akustisch erklingen lässt.
- Buntverglasung[4]
- Gedenktafeln für die gefallenen und vermissten Soldaten der beiden Weltkriege
- Altar aus Blaustein, Taufstein aus 1560, Tabernakel, mehrere Heiligenfiguren aus Holz, Kerzenleuchter aus 1672, Beichtstuhl.

## Galerie

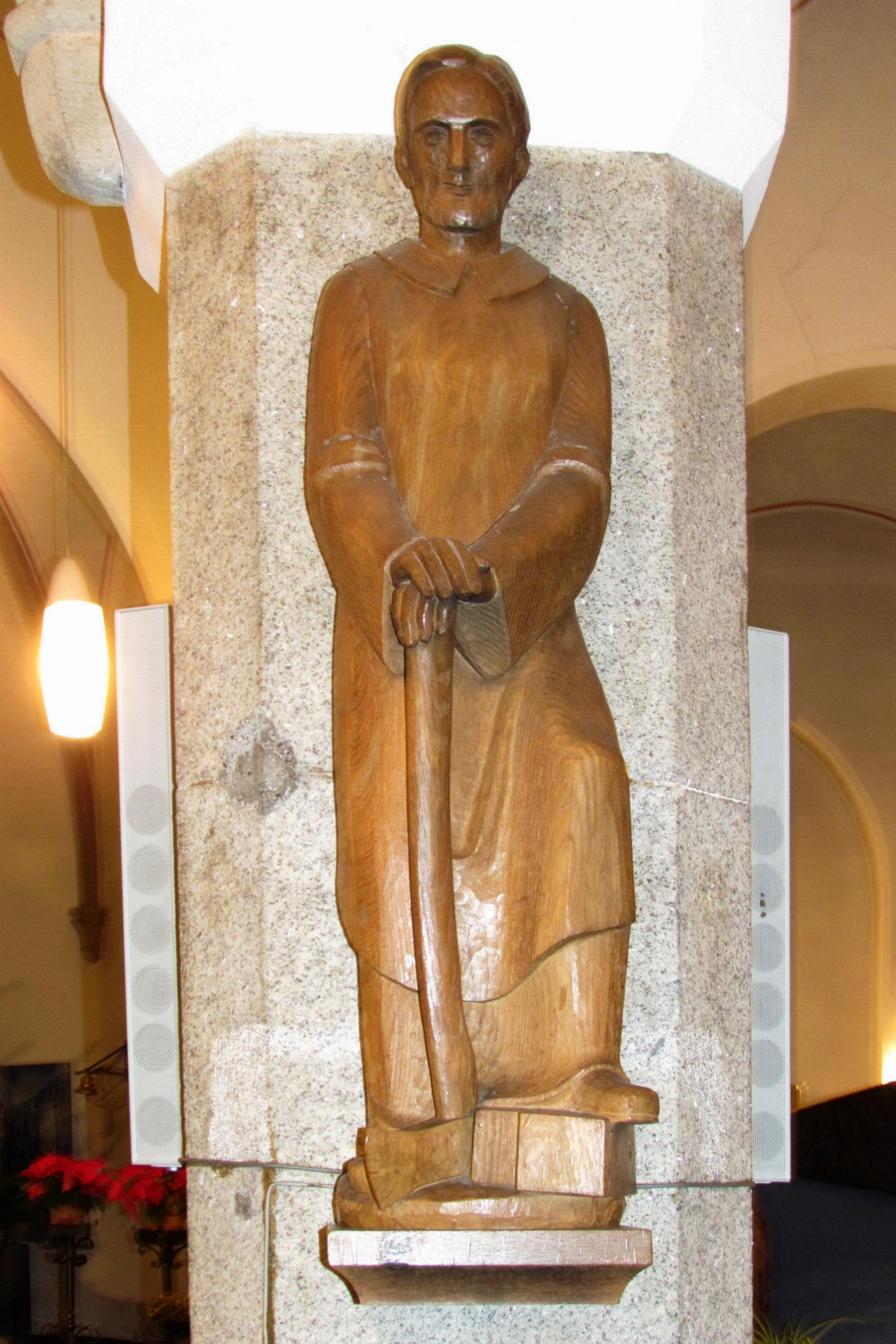
Statue des Hl. Josef
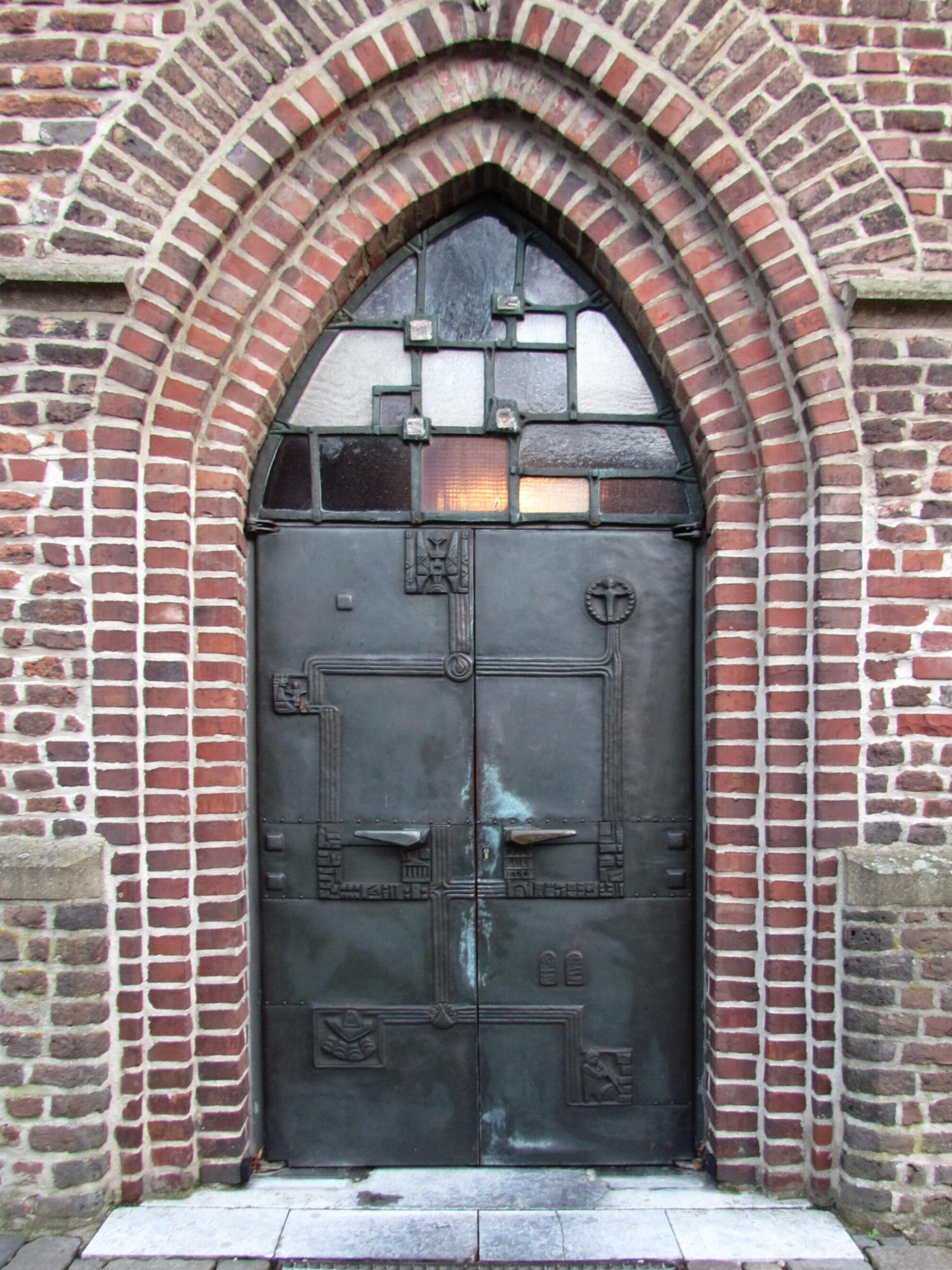
Eingangstüre im Westturm
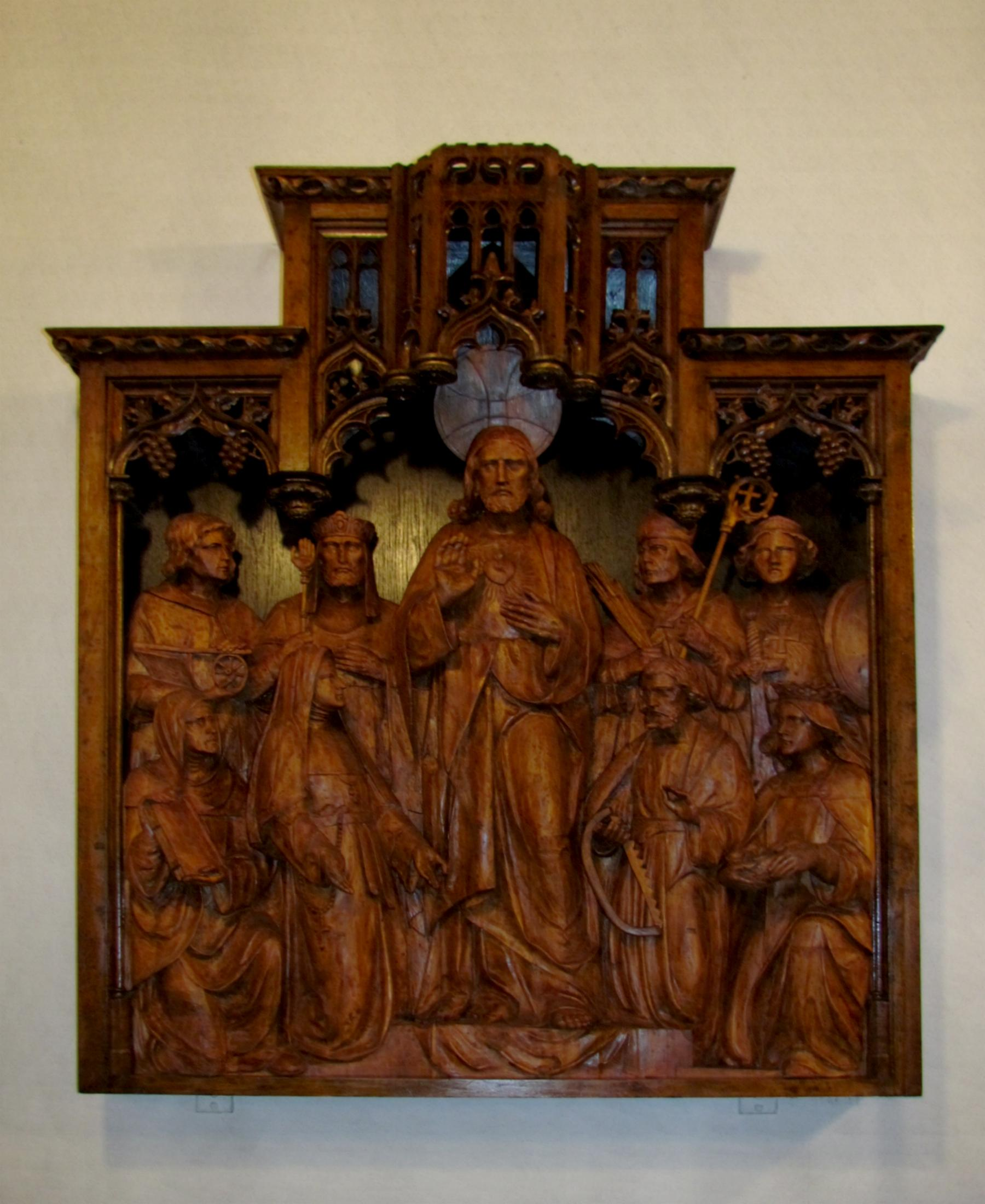
Schnitzaltar in linken Seitenschiff
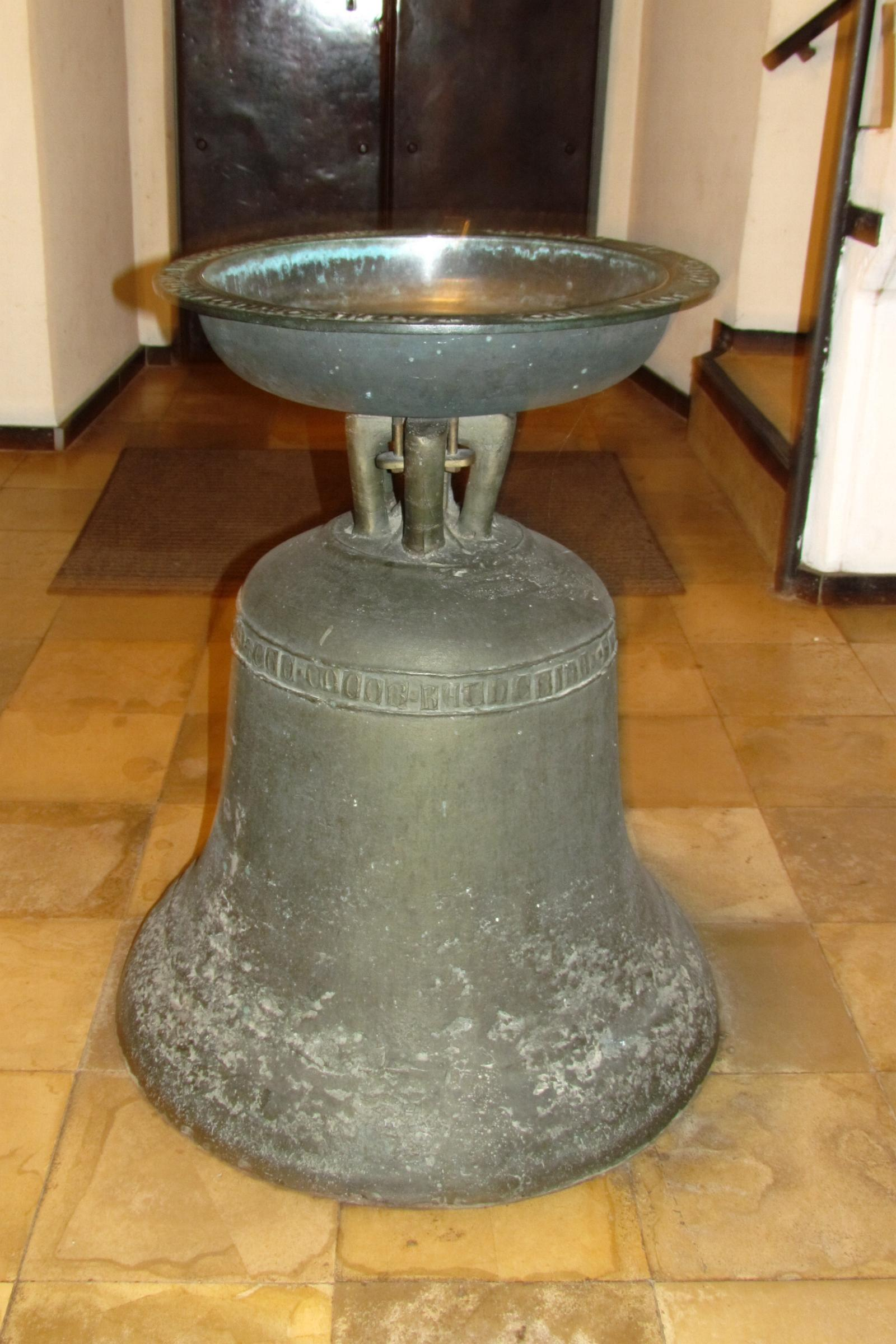
Weihwasserschale auf der Glocke von 1352
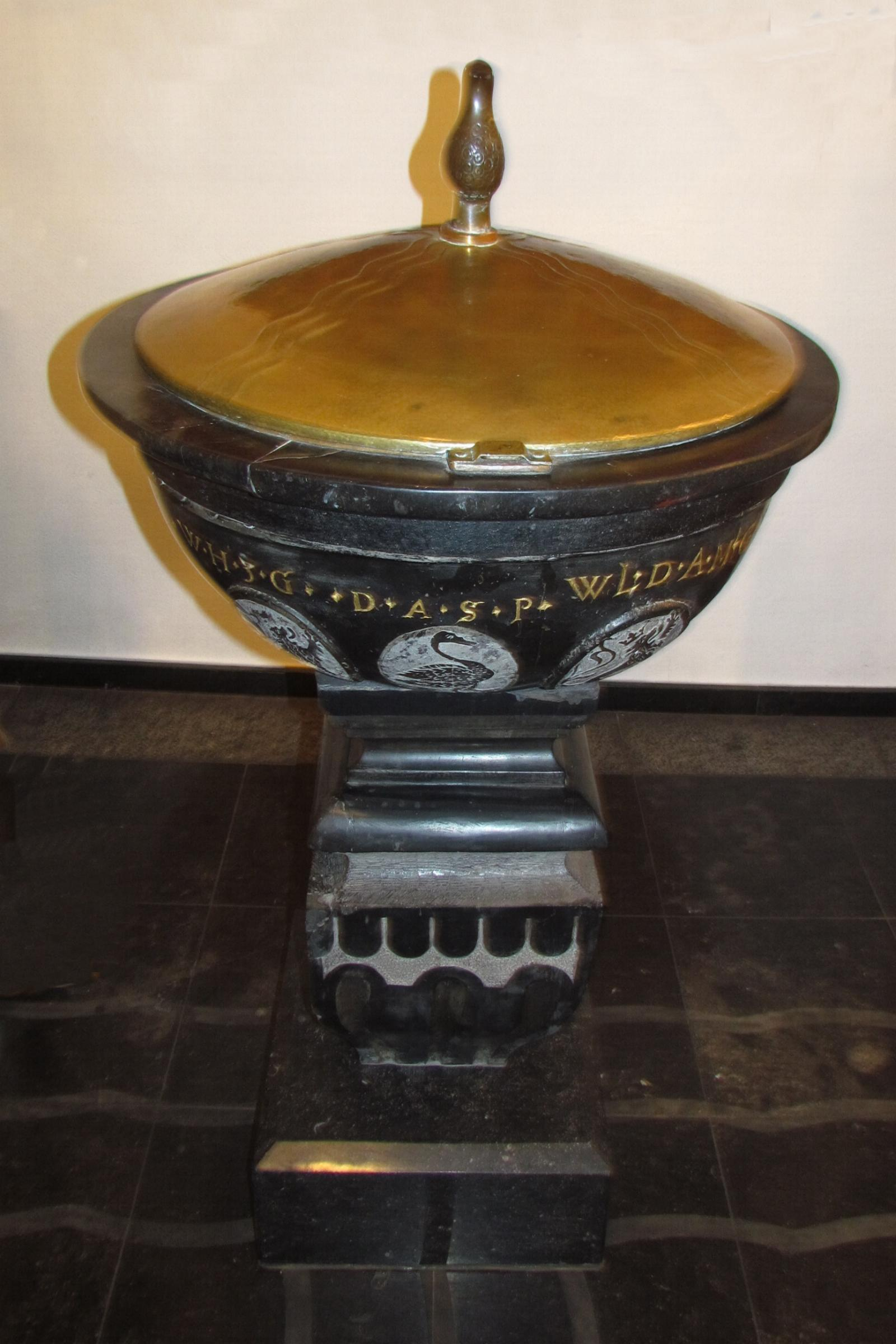
Taufstein aus dem Jahre 1560
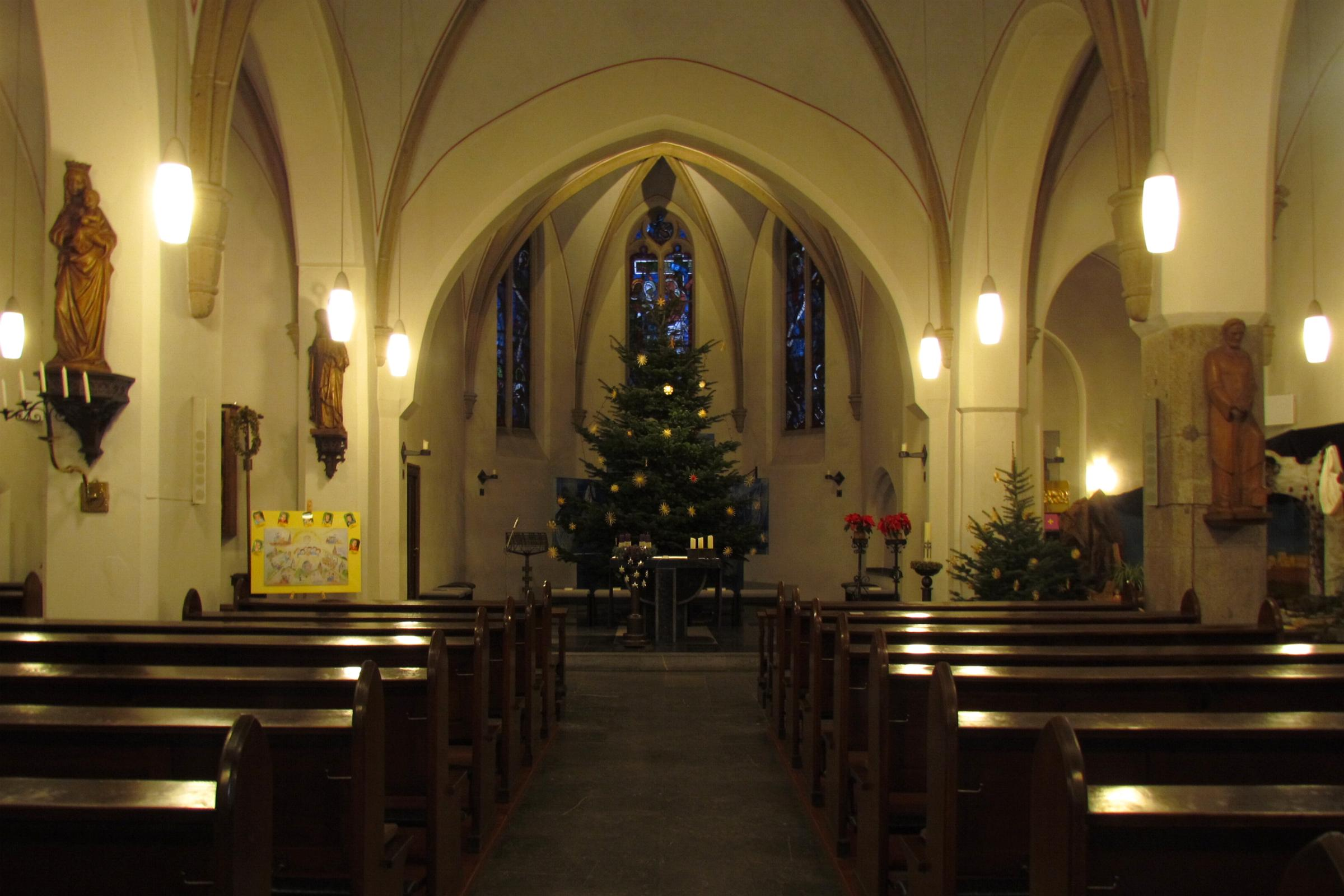
Innenansicht